# W53CA
EXILIMケータイ W53CA（えくしりむけーたい だぶりゅーごーさんしーえー）は、カシオ計算機およびカシオ日立モバイルコミュニケーションズ（現・NECモバイルコミュニケーションズ）が日本国内向けに開発した、auブランドを展開するKDDIおよび沖縄セルラー電話の携帯電話である。
2011年9月30日に、外部からの強い力によりバッテリーパックより発煙や融解があるとして回収・交換を発表した。出荷台数の約80万台の内、現在稼働中の約26万台については新しいバッテリーパックが送付され、解約や機種変更時に回収ができていなかった対象者へは、案内文が送付された。

## 特徴
W31CAの実質的後継モデルで、カシオが発売しているコンパクト型デジタルカメラ「EXILIM」の名前を冠する携帯電話であり、発売当時としては日本製携帯電話のカメラ機能としては最高クラスの515万画素CMOSを搭載し、EXILIMエンジンfor Mobileの採用により高画質化を図っている。レンズは広角28ミリで、手振れ補正や9ポイントオートフォーカスなど多機能である。またカシオ製携帯電話では初めて2.8インチのWVGA・IPS液晶が採用された。厚さ18.9mmと回転2軸型としては薄型であるため、光学ズームは採用されていない。また、カメラ機能に特化した端末であり、ワンセグは非搭載である。
最近のカシオ計算機製の携帯電話と違い、microSDの挿入口が本体のサイドに付いており、外部接続端子とともに１つのカバーで覆われている。（後継機であるW63CAでは挿入口は同じ位置にあるが、バッテリーのカバーで覆われている。）
イヤホン端子のカバーはスライド式である。
デザイン面では、背面側に目立つ形でレンズやEXILIMのロゴが配置されているほか、W31CAと同様に回転2軸を用いてメインディスプレイを外側に配した形で折りたたむことが可能となっており、またカメラのシャッターなど、折りたたんだ状態でも使用可能なボタン類を側面に配置している。これらは誰が見てもデジタルカメラのように見えるというデザインが意図されており、実際にカメラのように構えて撮影することが可能となっている。
カメラ以外での機能ではVGA液晶を生かしたPCドキュメントビューアーがW41CA以来、5機種ぶりに搭載されている。
なお、EXILIMエンジンfor MobileはW53CAのカメラ機能のために新開発したものである。
外箱はオレンジ色の外箱ではなく、デジタルカメラEXILIMの外装箱と似通った独自仕様となっている。また、持ち帰り時の手提げ袋にも同配色のものが用意される。ただし、このように外箱や袋がauの標準デザインでない独自仕様となっているものは、「EXILIMケータイ」以外にも「AQUOSケータイ」「Woooケータイ」「サイバーショットケータイ」や「au design project」端末などが存在する。
カメラレンズの周囲のゴムリングが膨脹して浮き上がり、外れるというトラブルが発生することがあるが、購入1年以内であれば無償修理の対象となる。

## 関連項目

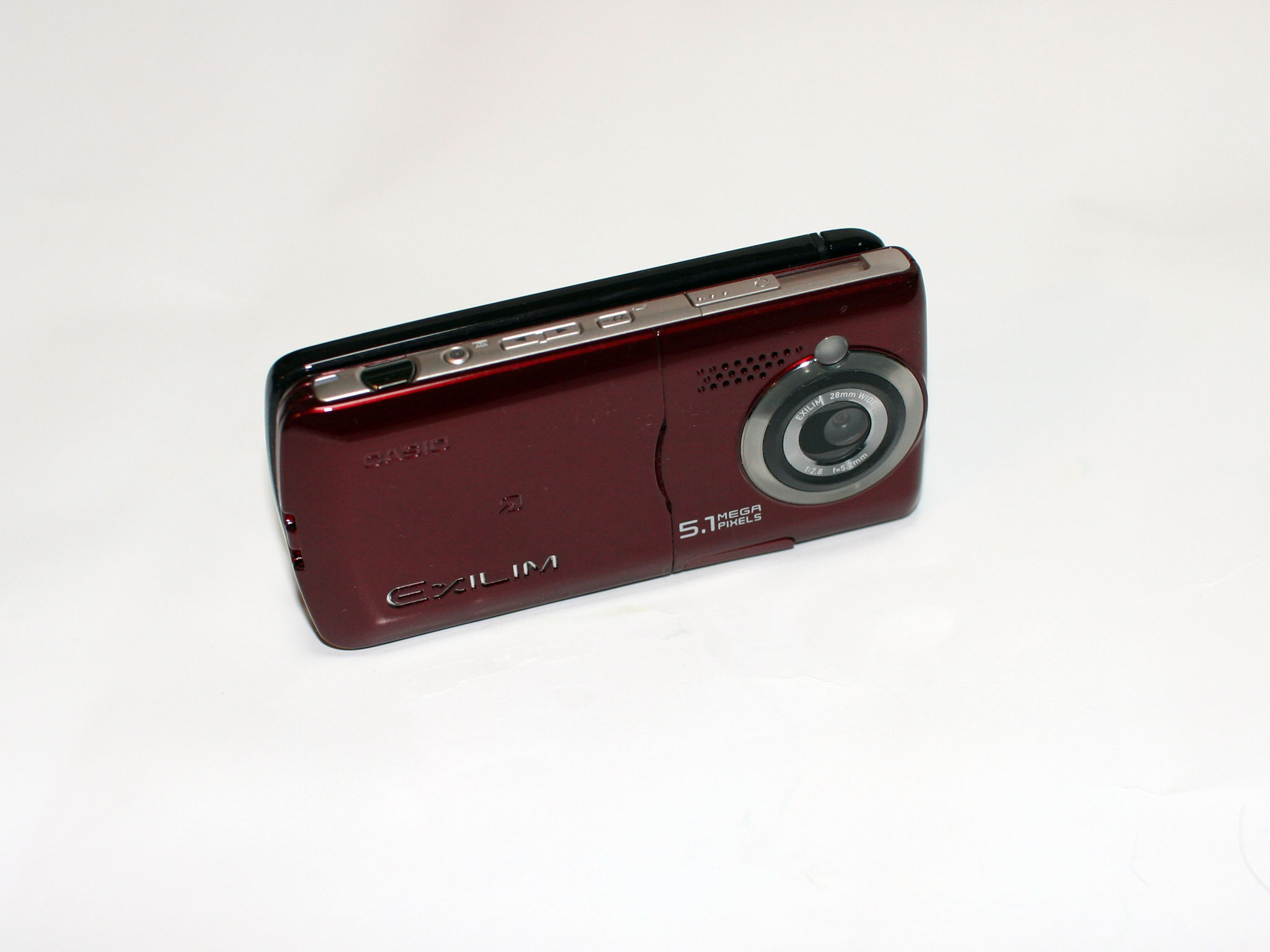
W53CA（フレアレッド）
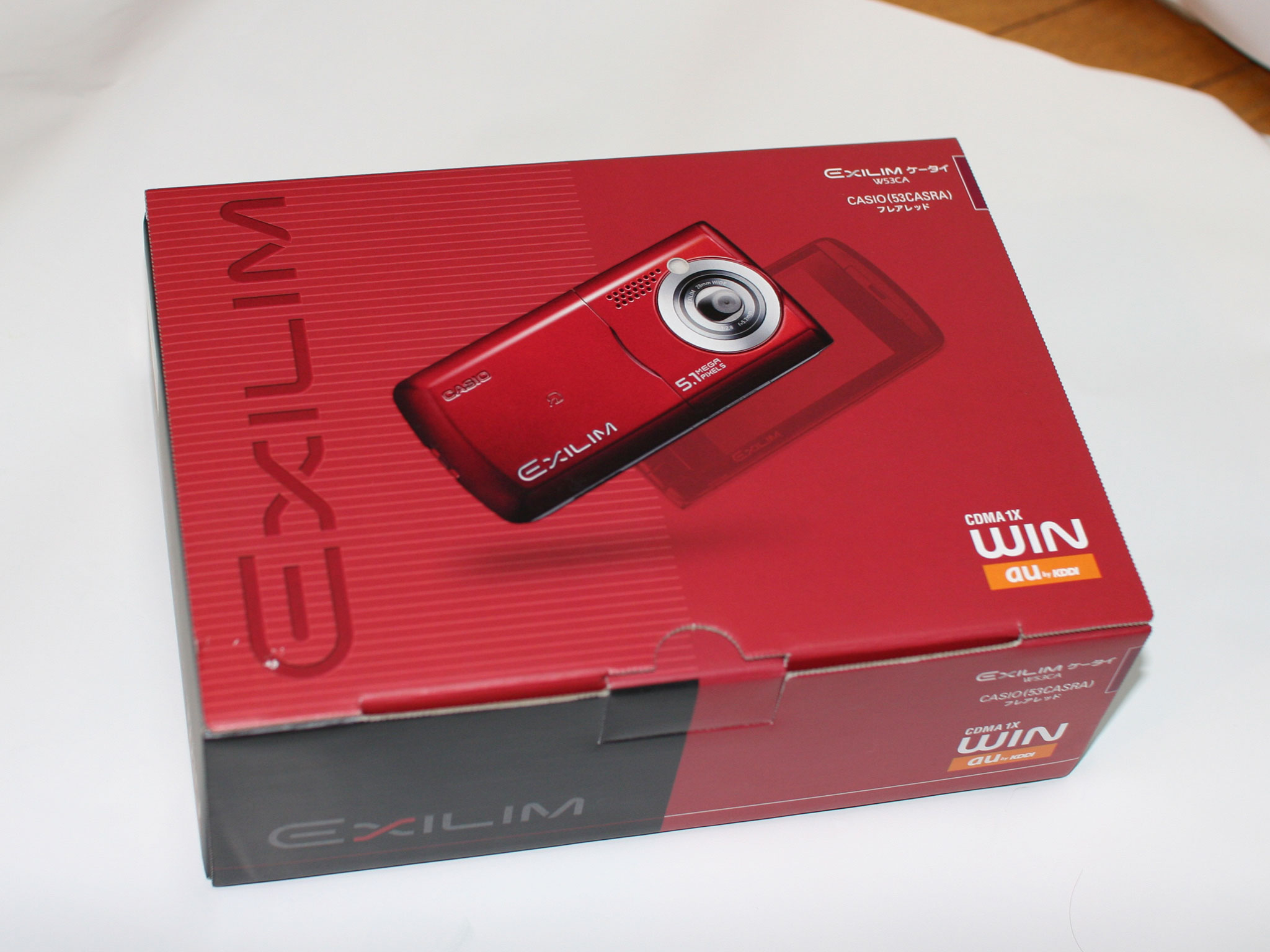
W53CA（フレアレッド）の外箱
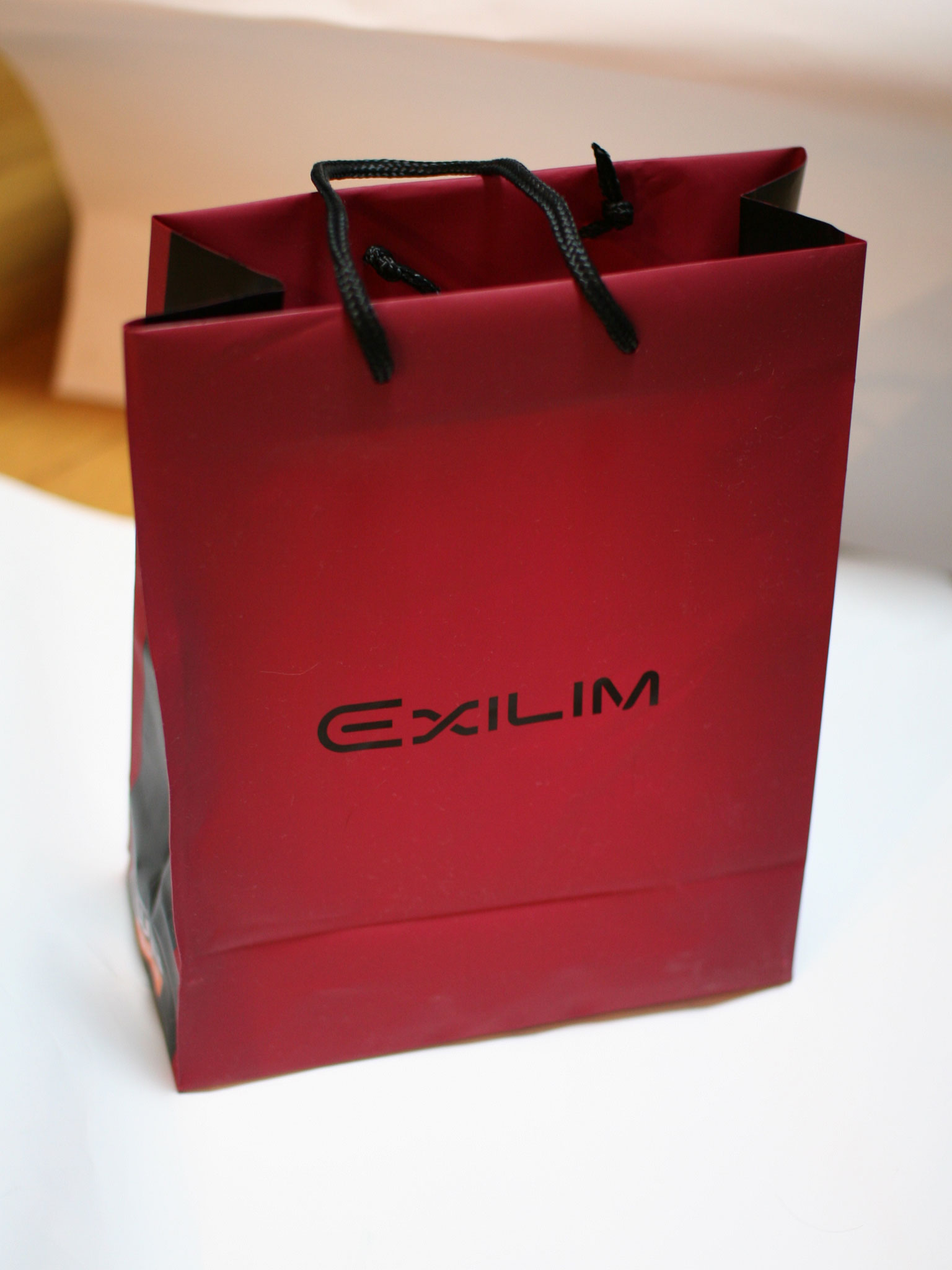
W53CA（フレアレッド）の外袋

## 沿革
- 2007年5月22日 KDDIより発表。
- 2007年8月2日 沖縄地区で発売開始。
- 2007年8月3日 北海道地区で発売開始。
- 2007年8月4日 北陸・中国・四国地区で発売開始。
- 2007年8月7日 関東・中部地区での発売日を8月9日から8月11日に延期すると発表。
- 2007年8月8日 東北・関西地区で発売開始。
- 2007年8月9日 九州地区で発売開始。
- 2007年8月11日 関東・中部地区で発売開始。
- 2011年9月30日 バッテリーパックのリコールを発表。

## 対応サービス
- au Smart Sports（アプリのダウンロードが必要）
- EZチャンネルプラス
- EZニュースフラッシュ
- デコレーションメール
- PCドキュメントビューアー
- PCサイトビューアー
- au LISTEN MOBILE SERVICE(ビデオクリップ対応)
- 着うたフル
- Hello Messenger
- EZナビウォーク (声de入力)
- EZ助手席ナビ
- 災害時ナビ
- EZ FeliCa
- 赤外線通信(IrSimple)
- SD-Audio (AAC)
- SD-Video
- au ケータイクーポン
- デコレーションメール
- 絵しゃべりメール
- 緊急通報位置通知
- ラッピングメール
- Touch Message
- オープンアプリプレイヤー
- 安心ナビ
- モバイル辞典